# Mavrovo (Mavrovo a Rostuša)
Mavrovo (makedonsky Маврово) je vesnice a turistický resort v horském regionu v Severní Makedonii. Nachází se v opštině Mavrovo a Rostuša v Položském regionu. Mavrovo je jedno z turisticky nejvíce navštěvovaných míst v zemi, jelikož se zde nachází lyžařské centrum Zare Lazarevski, národní park a jezero. Je zde spousta chat, ubytoven a hotelů nabízejících ubytování během celého roku.
Kostel sv. Mikuláše v Mavrovu byl postaven v roce 1850. V roce 1953 byl zaplaven místním jezerem. Během období sucha byl však ve 21. století znovu vynořen.

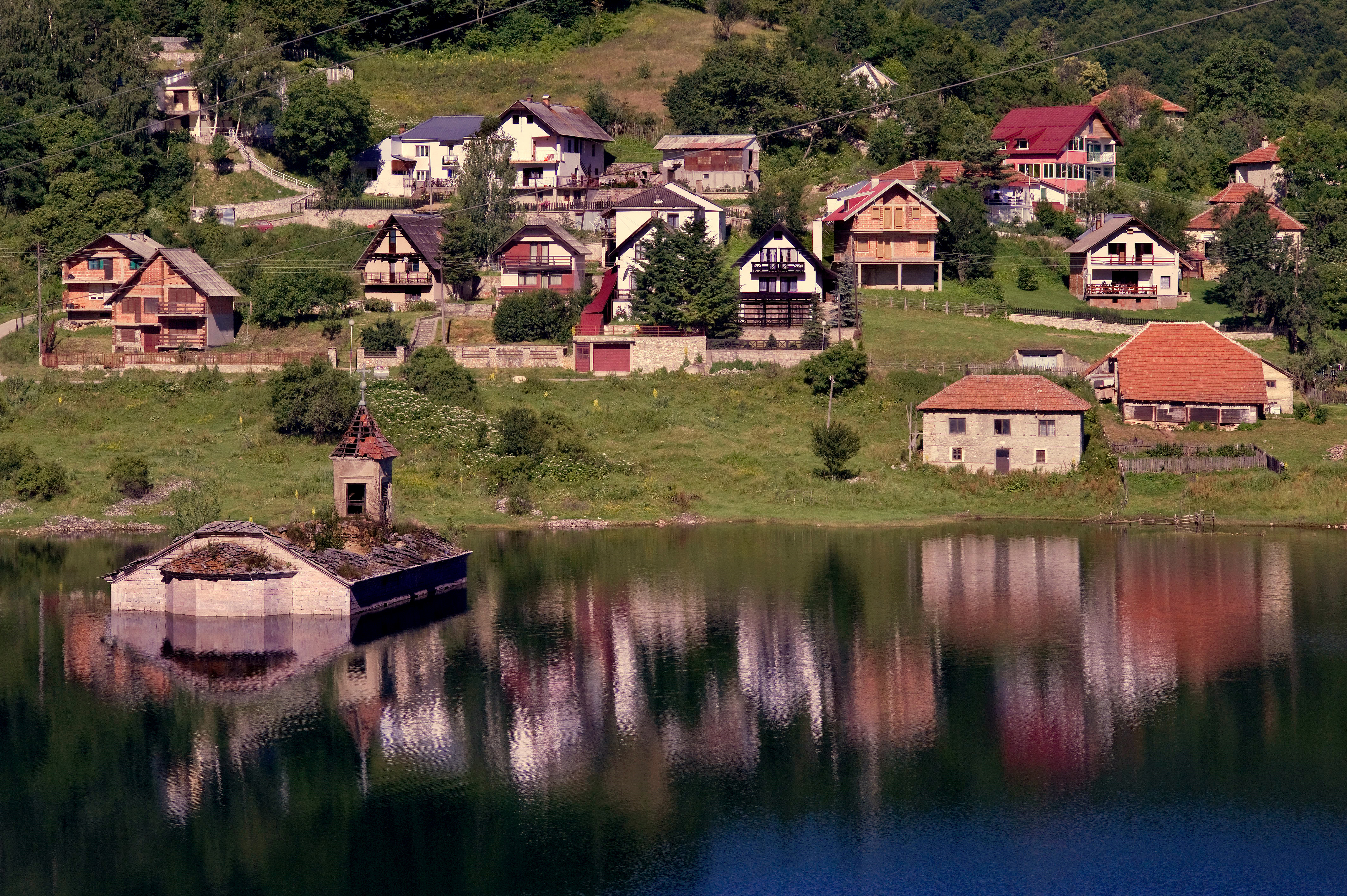
Pohled na jezero a kostel sv. Mikuláše v Mavrovu

## Popis vesnice
Po více než 50 let je díky příznivým sněhovým podmínkám vyhledávanou evropskou destinací ski areál Mavrovo. Nejezdí sem pouze sportovní nadšenci, ale i chodci či milovníci kultury. Zimní sezóna je zde od prosince do dubna.
Mavrovský lyžařský areál se nachází v opštině Mavrovo a Rostuša spolu s nádherným přírodním parkem (Národní park Mavrovo), jen 100 km od hlavního města Skopje, kde je nejbližší mezinárodní letiště.
Celé lyžařské centrum se nachází ve výšce 1255–1860 m n. m. a lyžuje se zde jak na přírodním, tak i technickém sněhu. Vhodný je pro profesionální a amatérské lyžaře, či úplné začátečníky. Každý pátek a sobotu je možnost nočního lyžování.